# Войналович, Михаил Кузьмич
Михаи́л Кузьми́ч Войнало́вич (2 [14] ноября 1878 — 21 апреля 1918, Ростов-на-Дону) — русский офицер, Генерального штаба полковник. Участник Китайского похода, Русско-японской, Первой мировой и Гражданской войн. Георгиевский кавалер. Начальник штаба 1-й Отдельной бригады Русских добровольцев, совершившей Поход Яссы — Дон. Ближайший сотрудник и помощник, друг командира отряда Генерального штаба полковника М. Г. Дроздовского.

## Образование
В 1898 году окончил Полоцкий кадетский корпус (не обучаясь, а выдержав экзамен), в 1900-м — Алексеевское военное училище в Москве. По 1-му разряду окончил обучение в Императорской Николаевской военной академии (1910 год).

## Начало службы: Китайский поход и Русско-японская война
Из Алексеевского училища был выпущен подпоручиком со старшинством от 9 августа 1900 года в 8-й Восточно-Сибирский стрелковый полк. Участвовал в походе против Китая в 1900—1901 гг. Был произведен в поручики со старшинством от 9 августа 1903 года.
Участвовал в Русско-японской войне. Произведён в штабс-капитаны со старшинством от 9 августа 1907 года.
Капитан (старшинство от 23 мая 1910 года).
После окончания Академии Генерального штаба на два года был прикомандирован ко 2-му Сибирскому стрелковому полку для цензового командования ротой (24.09.1910-04.11.1912). В 1913 году был прикомандирован к Офицерской воздухоплавательной школе (15.06.-25.09.1913), которую окончил летчиком-наблюдателем.
с 26 ноября 1912 назначен на должность старшего адъютанта штаба 7-й Сибирской стрелковой дивизии.

## Первая мировая война
В рядах 7-й Сибирской стрелковой дивизии встретил Великую войну. Вскоре был награждён Георгиевским оружием (Высочайший приказ от 21 марта 1915 года).
За доблесть в первых же боях, Высочайшим приказом от 21 июня 1915 года был награждён орденом Св. Георгия 4-й степени, уже будучи исполняющим должность старшего адъютанта штаба Гродненской крепости. В начале 1915 года произведён в подполковники.
С 16 августа 1915 — исполняющий должность начальника штаба 124-й пехотной дивизии. 12 декабря 1916 года произведён в полковники.
С 3 августа 1916 года исполнял должность начальника штаба 118-й пехотной дивизии.
С 20 июня 1917 года — исполняющий должность начальника штаба 35-й пехотной дивизии.

## Дроздовский поход

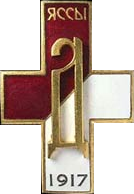
Нагрудный знак чинов дроздовских войск

Михаил Кузьмич был в числе первых добровольцев, прибывших в местечко Скинтея возле Ясс и поступивших в распоряжение формировавшего свою 1-ю Добровольческую бригаду Генерального штаба полковника М. Г. Дроздовского. Два полковника-генштабиста сразу стали друзьями, а Войналович стал надёжным помощником командира во всех «белых» делах. Как пишет современный историк А. В. Шишов, этих двух офицеров-добровольцев в белой эмиграции обычно вспоминали вместе, «как что-то единое».

Войналович был назначен командиром 1-го стрелкового полка, но уже в начале февраля заменил бывшего начальника 3-й Туркестанской стрелковой дивизии Генерального штаба генерал-майора А. Н. Алексеева на должности начальника штаба бригады. Из воспоминания участников похода Яссы—Дон о М. Г. Дроздовском и его начальнике штаба М. К. Войналовиче: 
Выбор ближайшего своего помощника, впоследствии начальника штаба Дроздовского отряда, Дроздовским был сделан крайне удачно. Единство взглядов и убеждений, полное самоотречение, патриотизм, храбрость, решимость, свойственны были в полной мере им обоим. Некоторые различия характеров только дополняли их. Несколько нервный и порывистый не в боевой обстановке Дроздовский и рядом с ним спокойный во всех случаях жизни полковник Войналович — вот те начальники, которым не могло не поверить и не довериться офицерство с первой встречи с ними.
М. К. Войналович, будучи ближайшим помощником Дроздовского, вёл формирования в Скинтее. Принял самые решительные меры для укрепления расшатанной революцией и в офицерской среде дисциплины. В бригаде полковник ввёл строевые занятия, был установлен уклад жизни, близкий к нормам военных училищ.
Неопределённый статус добровольческого формирования вызывал трудности с довольствием. Случалось, бригада Дроздовского для пополнения боеприпасами, снаряжением и продовольствием вступала в стычки с пробольшевистскими частями, однако предпочтение отдавалось военной хитрости, набегам, когда в Скинтею забирали всё, что «плохо лежало» у комитетчиков: винтовки, пушки, лошадей, повозки, провизию, угоняли броневики и автомобили. Для этих задач Дроздовским и его помощником Войналовичем была создана из наиболее решительных людей «команда разведчиков особого назначения» во главе с ротмистром Бологовским — доверенным лицом командира бригады. К 20 февраля в распоряжении Дроздовского было большое количество артиллерии и пулемётов, 15 бронемашин, легковые и грузовые автомобили, радиостанция и много другого имущества, часть которого дроздовцы при уходе были вынуждены продать
:32,33,37,38, часть пошла на покупку у вчерашних союзников пропусков на выход белого отряда с территории Румынии.
После вступления Румынии 16 февраля (1 марта) в переговоры с министрами иностранных дел Центральных держав о сепаратном мире, среди условий которого были передача Румынии территории Бессарабии, уже оккупированной румынскими войсками, и разоружение русских добровольцев, румынские власти начали препятствовать формированию русских добровольческих частей. Дважды, 23 февраля (8 марта) и 26 февраля (11 марта), румынские войска пытались разоружить части 1-й бригады, направляя в Соколы пехоту с броневиками. Дроздовский в ответ лично проводил демонстрацию, выдвигая своих подчинённых на позиции. Наиболее же тяжёлое положение сложилось 26 февраля (11 марта) после отъезда Дроздовского с утра в Яссы: когда румынские части генерала Авереску попытались окружить лагерь дроздовцев в местечке Соколы, последние по приказу полковника М. К. Войналовича были подняты «в ружье» и выступили навстречу в боевых цепях, угрожая подвергнуть артобстрелу Ясский дворец. Эти твёрдые действия вынудили румын отступить, Войналович добился разрешения на посадку «дроздов» в эшелоны для следования на территорию России.
На протяжении всего похода от Ясс до Ростова-на-Дону Войналович был ближайшим сотрудником и помощником полковника Дроздовского, его близким другом и доверенным лицом.

### Гибель в бою за Ростов
После того, как на совещании единоначальных командиров было решено брать штурмом Ростов, начальник штаба бригады М. К. Войналович дал частям направления атак, указал точки для установки батарей, гаубичного взвода и броневика «Верный» капитана Нилова, после чего уговорил Дроздовского разрешить ему участвовать в бою в передовых рядах штурмующих.
В Пасхальную ночь 21 апреля (4 мая) конный дивизион дроздовцев с лёгкой батареей и броневиком под командованием начальника штаба отряда полковника М. К. Войналовича атаковал позиции советских войск и разбил их. При подходе к позициям красных, игнорируя их численное преимущество, белая конница под командованием Михаила Кузьмича вынеслась из-за спин пехоты, прорвала оборону советских войск и, развивая первый успех, преследовала бегущего противника, пролетев по улицам ночного города, вынеслась к вокзалу, ставшему главной целью наступавших. Эскадронцы штабс-ротмистра Аникеева почти не встретили сопротивления. В числе первых всадников к вокзалу подскакал во главе эскадрона полковник Войналович. Несколько всадников 1-го эскадрона, следуя за начальником штаба бригады, ворвались на станцию, где находились эшелоны с красной гвардией. Соскочив с коня, полковник с револьвером ринулся ко входу в здание вокзала, и был убит в упор случайным красноармейцем, став едва ли не единственным павшим среди спешившегося эскадрона. Вокзал после короткого боя был взят «дроздами» под полный контроль.
Город был вскоре взят отрядом Дроздовского. Значительную роль в успехе операции сыграли именно действия конницы, руководимой Михаилом Кузьмичем Войналовичем. Боем под Ростовом с намного превосходящими силами красных дроздовцы первыми оказали помощь Войску Донскому, оттянув на себя из Новочеркасска крупные силы большевиков, что позволило Южной группе казачьего ополчения полковника С. В. Денисова — штурмовавшей столицу Области Войска Донского — взять город.

Однако гибель начальника штаба и ближайшего помощника стала большой утратой для командира бригады М. Г. Дроздовского: потеря одного из ближайших помощников, прошедшего с отрядом весь путь от Ясс до Донской земли и чья отвага служила для походников примером, была невосполнимой. М. Г. Дроздовский записал в своём дневнике: 
Я понёс великую утрату — убит мой ближайший помощник, начальник штаба, может быть единственный человек, который мог меня заменить.